# Бітілеу
Бітіле́у (каз. Битілеу) — село у складі Акжаїцького району Західноказахстанської області Казахстану. Входить до складу Акжольського сільського округу.
У радянські часи село називалось Кордон.
Населення — 214 осіб (2021; 272 у 2009, 326 у 1999, 258 у 1989).